# Todos por ti (programa de televisión)
Todos por ti es un programa de televisión. El programa está presentado por Carlos Sobera.  El formato está basado en el show holandés llamado “Van je familie moet je het hebben” distribuido con el título internacional “Surprize Fund”. El programa se estrenó el 25 de junio de 2025 en la franja de prime time. 

## Mecánica
Antes de comenzar cada programa, los 15 acompañantes han contestado individualmente a 12 preguntas de cultura general y en función de sus aciertos, cada uno ha sumado una cifra distinta al bote. En el arranque del juego, las cantidades conseguidas se presentan en la pantalla conformando la denominada ‘Torre del dinero’, aunque sin indicar cuál corresponde a cada uno.[cita requerida]
Para llevarse el bote íntegro, el concursante debe responder correctamente a las 12 preguntas con tres opciones de respuesta eligiendo la que piense que sea correcta, que incluyen los fallos cometidos por sus seres queridos.[cita requerida]
Durante esta ronda, cuenta con siete ayudas de sus familiares que puede usar de manera estratégica para consultar con aquel del que más se fíe. Si acierta la pregunta, sigue adelante y el bote se mantiene, pero si falla, se enfrenta a una decisión tan delicada como estratégica: dejar a un lado los sentimientos y eliminar a dos de sus acompañantes.[cita requerida]
Para no perder demasiado dinero, intentará prescindir de quienes cree que han aportado menos al bote, es decir, de los que considera que peor lo han hecho, dando lugar a situaciones muy divertidas.[cita requerida]
El bote que haya conseguido conservar una vez finalizada la primera ronda es la cantidad que el concursante se jugará en la ronda final del programa, en la que imperan la tensión y la emoción. Tres preguntas directas marcarán el resultado del concurso. Podrá responder por sí solo o consultar a sus acompañantes, pero cada segundo que pase resta dinero al bote y cada fallo lo reduce a la mitad. Solo si acierta las tres preguntas se lleva la cantidad íntegra.

### Presentador
| Presentador   |      |  |
| Presentador   | 2025 |  |
| ------------- | ---- |  |
| Carlos Sobera |      |  |

## Temporadas y audiencias
| Temporada | Temporada | Emisiones | Estreno             | Final               | Audiencia media | Audiencia media | Audiencia media |
| Temporada | Temporada | Emisiones | Estreno             | Final               | Espectadores    | Share           |                 |
| --------- | --------- | --------- | ------------------- | ------------------- | --------------- | --------------- | --------------- |
|           | 1         | 6         | 25 de junio de 2025 | 30 de julio de 2025 | 518 000         | 7,6%            |                 |

### Temporada 1 (2025)
| N.º Temp. | Fecha de emisión | Audiencia      |
| --------- | ---------------- | -------------- |
| 1         | 25/06/2025       | 659 000 (8,9%) |
| 2         | 02/07/2025       | 428 000 (6,8%) |
| 3         | 09/07/2025       | 646 000 (9,2%) |
| 4         | 16/07/2025       | 428 000 (7,3%) |
| 5         | 23/07/2025       | 465 000 (6,4%) |
| 6         | 30/07/2025       | 482 000 (6,8%) |